# 希戈哈巴德
希戈哈巴德（Shikohabad）是印度北方邦菲罗扎巴德县的一个城镇。总人口88075（2001年）。

## 人口
该地2001年总人口88075人，其中男性46843人，女性41232人；0—6岁人口13466人，其中男7134人，女6332人；识字率64.64%，其中男性为70.85%，女性为57.58%。